# 岩見信吾
岩見 信吾（いわみ しんご、1982年10月6日 - ）は、岩手県盛岡市にある「岩手県NPO活動交流センター」（アイーナ6階）の副センター長（兼 NPO相談室長／県民活動交流センター・団体活動室 施設管理者）2013年4月～3期9年目。岩手県下閉伊郡新里村（現：宮古市）出身。
専門分野は、地方における産学公民連携・協働の市民活動支援と環境を意識した地域情報化、地域ICTや地域DXの利活用促進と導入支援。
三陸岩手宮古のインターネットテレビ「Iwamin.TV」の代表幹事であり、地域メディアプロデューサー。
いわみ総合研究所 所長
岩手NPOサポートチーム 筆頭相談員

## 受賞歴
- 2008年 - 日経地域情報化大賞2008 日経MJ（流通新聞）賞を三陸いわて水産分野の情報化【魚ログ】にて受賞している。

（特定非営利活動法人いわてNPO事業開発センター/岩手県農林水産部水産振興課など）
概要【魚ログ】三陸いわて産地魚市場ブログ (岩手県) - APPLIC

## 委員歴
- 農林水産省 - 農林漁業者の身近にいる先導的な6次産業化の実践者等「ボランタリー・プランナー」
- 岩手県 - いわてICT利活用促進会議 委員
- 盛岡市 - 新市庁舎のあり方に関する市民会議 メンバー
- 宮古市 - 市民自治推進委員会 委員

## 取材歴
- 河北新報 ＮＰＯ解散に高い障壁　岩手２１法人、構成員不足で総会開けず　事業実態ないまま存続 2022年1月13日